# Barclays Capital
Barclays Capital  est une banque d'investissement mondiale britannique. Elle est la division banque d'investissement de Barclays PLC. Barclays Capital fournit des services de financement et de gestion des risques pour les grandes entreprises, institutions et clients gouvernementaux. Il s'agit d'un négociant principal en bons du Trésor américain et les différentes obligations d'État européennes.
Barclays Capital est dirigée par les co-PDG Rich Ricci et Jerry del Missier. Barclays Capital a réalisé en 2004 des revenus de 3,4 milliards de livres sterling / 6,4 milliard d'U.S. dollars principalement tirés par les activités de structured tax and rates. Barclays Bank dans son ensemble a réalisé en 2004 des revenus de 13,9 milliards de livres sterling / 26,4 milliards d'U.S. dollars.
Barclays Capital (BarCap) a des bureaux dans plus de 29 pays et depuis l'acquisition de la division principale de Lehman Brothers aux États-Unis en septembre 2008, emploie plus de 20 000 personnes, plus de 7 000 personnes travaillant dans la division informatique. Cela a considérablement accru sa présence Barclays Capital en Amérique du Nord.